# Bandiera della Finlandia
La bandiera della Finlandia (nome ufficiale siniristilippu, lett. "bandiera dalla croce blu") è stata adottata ufficialmente il 29 maggio 1918, ed è modellata sulla bandiera della Danimarca, la Dannebrog.
I colori simbolo della Finlandia sono il blu e il bianco. Il blu rappresenta i numerosi laghi presenti nel territorio finlandese e il cielo, e il bianco rappresenta la neve. La bandiera nazionale finlandese ha forma rettangolare. Presenta una croce blu su sfondo bianco. L'elemento verticale della croce è spostato verso il lato dell'asta. La bandiera di stato ha uno stemma sovrapposto al centro della croce.

## Bandiera nazionale
In base alle leggi finlandesi, le proporzioni della bandiera nazionale sono le seguenti:
- altezza 11
- larghezza 18
- spessore della croce blu 3
- altezza dei campi in bianco 4
- larghezza dei campi in bianco dal lato dell'asta 5
- larghezza dei campi in bianco dal lato esterno 10

Le proporzioni verticali sono dunque 4:3:4 e quelle orizzontali 5:3:10.
Secondo un'interpretazione poetica l'azzurro fa riferimento al cielo e al mare della Finlandia, mentre il bianco rappresenta la neve dei lunghi inverni finlandesi.

## Colori della bandiera finlandese
I colori della bandiera finlandese sono i seguenti:
Sistema di colori PMS:
Blu 294C, Rosso 186C, Giallo 123C
Toni CMYK:
- Blu C 100 %, M 56 %, Y 0 %, K 18,5 %
- Rosso C 0 %, M 91 %, Y 76 %, K 6 %
- Giallo C 0 %, M 30,5 %, Y 94 %, K 0 %

Il rosso e il giallo sono usati nella bandiera di stato, che porta uno stemma al centro della croce. I colori PMS sono specificati nella decisione del governo 827/93.

## Bandiere storiche

Insegna usata dalle navi finlandesi durante la Guerra di Crimea, ispirata dalla bandiera delle navi russe, origine dell'attuale bandiera finnica (1853-1856)
Bandiera del Regno di Finlandia, analoga a quella attuale ma con una tonalità di blu più chiara (1918-1919)
Bandiera di stato del Regno di Finlandia (1918-1919)